# بتوف
بتوف (به لاتین: Bytów) یک شهرک در لهستان است که در استان پومرانی واقع شده‌است.

## خصوصیات
بتوف ۸٫۷۲ کیلومترمربع مساحت و ۱۶٬۷۱۵ نفر جمعیت دارد.

## خواهرخوانده
شهرهای فرانکنبرگ (ادر)، گدانسک، وینونا، مینه‌سوتا، Zalishchyky و Markaryd خواهرخوانده‌های بتوف هستند.